# Space Age Batchelor Pad Music
Space Age Batchelor Pad Music es un álbum del grupo británico Stereolab, publicado por vez primera en marzo de 1993. De grandes contrastes, las canciones del disco navegan entre el Kraut Rock de "We're Not Adult Oriented" y el dream pop o la llamada música easy-listening. Se cree que el título del álbum puede ser un error tipográfico de la portada, ya que una de las canciones del álbum es "Space Age Bachelor Pad Music", título que sí es correcto inglés (la palabra batchelor no existe en inglés).
El título es además una alusión al estilo musical del compositor mexicano de space age pop Juan García Esquivel.
En la edición en vinilo, la etiqueta (o galleta) de la cara B del disco lleva el logotipo del sello discográfico de los 60 Stereolab, del cual el grupo tomó su nombre.
Según el sitio oficial del grupo, este lanzamiento es un "mini-LP". La primera cara (pistas 1 a 5) es titulado "Easy Listening" y la cara B (de la pista 6 a la 8) "New Wave".

## Lista de canciones
Todos los temas compuestos por Gane y Sadier, salvo cuando se indica lo contrario.
1. "Avant Garde M.O.R." – 4:09
2. "Space Age Bachelor Pad Music" (Mellow) – 1:44 (O'Hagan)
3. "The Groop Play Chord X" – 2:01
4. "Space Age Bachelor Pad Music" (Foamy) – 2:14
5. "Ronco Symphony" – 3:36
6. "We're Not Adult Oriented" – 6:07
7. "U.H.F. – MFP" – 4:53
8. "We're Not Adult Oriented" (Neu Wave Live) – 3:34